# 廣西花龜

廣西花龜（Mauremys glyphistoma），又名缺頜花龜，是地龜科的一個屬間混種。牠們是中國廣西特有的一個新物種，而世界自然保護聯盟則指缺乏資料。
廣西花龜只有幾個標本，全都是來自廣西或越南的寵物市場。在野外或是寵物品種中都未有見過牠們。相信牠們是雄性花龜與雌性安南龜所生的。若牠們是在野外出生的混種，很有可能是源自於越南中部，因這是唯一安南龜與花龜重疊的分佈地。